# Ribeira (Baños de Molgas)
Ribeira (llamada oficialmente San Pedro de Ribeira) es una parroquia y una aldea española del municipio de Baños de Molgas, en la provincia de Orense, Galicia.

## Organización territorial
La parroquia está formada por una entidad de población:
- San Pedro de Ribeira

## Demografía
Gráfica demográfica del lugar de San Pedro de Ribeira y parroquia de Ribeira según el INE español:
| Gráfica de evolución demográfica de Ribeira entre 2000 y 2022 |
|                                                               |
| Datos según el nomenclátor publicado por el INE.              |